# تولید هارمونیک

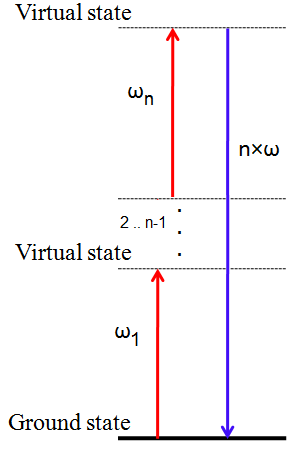
تولید هارمونیک N-اُم

تولید هارمونیک (به انگلیسی: Harmonic generation) (اچ‌جیی، که تولید هارمونیک چندگانه (به انگلیسی: multiple harmonic generation) نیز نامیده می‌شود) یک فرایند نوری غیرخطی است که در آن {\displaystyle n} فوتون‌هایی با فرکانس یکسان با یک ماده غیرخطی برهمکنش می‌کنند، «ترکیب» می‌شوند و یک فوتون جدید با {\displaystyle n} ضربدر انرژی فوتون‌های اولیه (به‌طور معادل، {\displaystyle n} ضربدر فرکانس و طول‌موج تقسیم بر {\displaystyle n}) تولید می‌کنند.

## فرایند کلی
در محیطی که دارای پذیرفتاری غیرخطی قابل‌توجهی است، تولید هارمونیک امکان‌پذیر است. توجه داشته باشید که برای مرتبه‌های زوج ({\displaystyle n=2,4,\dots })، محیط نباید مرکز تقارن داشته باشد (نامتقارن‌مرکزی).
از آنجا که این فرایند مستلزم حضور فوتون‌های زیادی در یک زمان و در یک مکان است، احتمال وقوع فرایند تولید کم است و این احتمال با افزایش مرتبه {\displaystyle n} کاهش می‌یابد. برای تولید کارآمد، تقارن محیط باید امکان تقویت سیگنال را فراهم کند (برای مثال، از طریق تطبیق فاز)، و منبع نور باید شدید باشد و از نظر مکانی (با لیزر موازی‌شده) و زمانی (سیگنال بیشتر در صورت پالس‌های کوتاه لیزر) به خوبی کنترل شود.

## تولید مجموع-فرکانس (اِس‌اِف‌جیی)
حالت خاصی که در آن تعداد فوتون‌ها در برهمکنش برابر است با {\displaystyle n=2} اما با دو فوتون متفاوت در فرکانس‌های {\displaystyle \omega _{1}} و {\displaystyle \omega _{2}} .

## تولید هارمونیک-دوم (اِس‌اِچ‌جیی)
حالت خاصی که در آن تعداد فوتون‌ها در برهمکنش برابر است با {\displaystyle n=2} . همچنین یک مورد خاص از تولید مجموع فرکانس که در آن هر دو فوتون در فرکانس یکسان {\displaystyle \omega } هستند.

## تولید هارمونیک-سوم (تی‌اِچ‌جیی)
حالت خاصی که در آن تعداد فوتون‌ها در برهمکنش برابر با {\displaystyle n=3} است اگر همه فوتون‌ها فرکانس یکسان {\displaystyle \omega } داشته باشند. اگر فرکانس‌های متفاوتی داشته باشند، اصطلاح کلی مخلوط‌سازی چهارموج ترجیح داده می‌شود. این فرایند شامل پذیرفتاری غیرخطی مرتبه سوم  {\displaystyle \chi ^{(3)}} است.
برخلاف اِس‌اِچ‌جیی، این یک فرایند حجمی است و در مایعات نشان داده شده است. با این حال، در رابط‌ها بهبود یافته است.

### مواد مورد استفاده برای تی‌اِچ‌جیی
کریستال‌های غیرخطی مانند بی‌بی‌او (β-BaB2O4) یا اِل‌بی‌او می‌توانند تی‌اِچ‌جیی را تبدیل کنند، در غیر این صورت تی‌اِچ‌جیی می‌تواند از پوسته‌های در مقیاس‌ریز تولید شود.

## تولید هارمونیک-چهارم (اِف‌اِچ‌جیی یا ۴اِچ‌جیی)
حالت خاصی که در آن تعداد فوتون‌های در حال برهمکنش برابر است با {\displaystyle n=4} . گزارش شده در حدود سال ۲۰۰۰، لیزرهای قدرتمند اکنون اِف‌اِچ‌جیی کارآمد را ممکن می‌سازند. این فرایند شامل پذیرفتاری غیرخطی مرتبه چهارم {\displaystyle \chi ^{(4)}} است.

### مواد مورد استفاده برای اِف‌اِچ‌جیی
مقداری بی‌بی‌او (β-BaB2O4) برای اِف‌اِچ‌جیی استفاده می‌شود.

## تولید هارمونیک برایn>4{\displaystyle n>4}
تولید هارمونیک برای {\displaystyle n=5} (۵اِچ‌جیی) یا بیشتر از نظر تئوری امکان‌پذیر است، اما این برهمکنش به تعداد بسیار زیادی فوتون برای برهمکنش نیاز دارد و بنابراین احتمال وقوع آن کم است: سیگنال در هارمونیک‌های بالاتر بسیار ضعیف خواهد بود و نیاز به تولید لیزرهای بسیار شدید دارد. برای تولید هارمونیک‌های بالا (مانند {\displaystyle n=30} و غیره)، می‌توان از فرایند اساساً متفاوت تولید هارمونیک بالا استفاده کرد.